# 金井大介
金井 大介（かない だいすけ、1973年11月11日 - ）は、日本のテレビディレクター。広島ホームテレビ（HOME・テレビ朝日系列）の制作部門を担うホームテレビ映像に所属の後、2015年3月1日付でキー局・テレビ朝日に移籍したことを本人がTwitterで公表した。
HOMEが制作し広島県のみならず、他県のテレビ局でも放送されているバラエティ番組「アグレッシブですけど、何か?」の総合演出を担当していた。同番組上での名前は「カナイマン」。

## 人物
広島県尾道市出身、血液型A型。国際基督教大学教養学部卒業。専門は数学。元銀行員（三菱東京UFJ銀行）というテレビマンとしては異色の経歴を持つ。
番組制作会社に勤め始めた4年後、「吹奏楽部の旅」に大物ディレクターから指名されADとして参加し、吹奏楽部顧問の先生の言葉「お前、日本一のディレクターか」に感銘を受け、日本一のディレクターを目指すため意見が通りにくい制作会社よりも地方へと目を向けて、地元広島のホームテレビ映像に就職、
2007年4月から放送を開始した「アグレッシブですけど、何か?」の総合演出として、企画・撮影・編集・MAをほぼ一人で手掛けていた。。

## 担当番組

### レギュラー
- バズマンTV（プロデューサー）
- アイ＝ラブ!げーみんぐ（プロデューサー）

## 過去の担当番組

### ホームテレビ映像時代
- アグレッシブの方でよろしかったでしょうか?（総合演出・企画・撮影・編集・MA・出演）
- アグレッシブですけど、何か?（総合演出・企画・撮影・編集・MA・出演）

### テレビ朝日時代
- 発掘!エトセトラさん（演出・プロデューサー）- 2016年12月30日放送
- 俺の持論（プロデューサー）
- ナレーター有吉（プロデューサー） - 2018年8月15日放送
- マツコ&有吉 かりそめ天国（プロデューサー）
- しくじり先生 俺みたいになるな!!（プロデューサー）
- まんが未知（プロデューサー）

### スペシャル
- 志村&鶴瓶のあぶない交遊録（プロデューサー）
- くりぃむVS林修!クイズサバイバー（プロデューサー）